# محافظة القنفذة
محافظة القنفذة هي إحدى أكبر محافظات منطقة مكة المكرمة المملكة العربية السعودية، حيث تقدر مساحتها بحوالي 7,032 كم²،  وتشغل نحو 3,65% من مساحة المنطقة وتأتي في المرتبة التاسعة بين محافظات المنطقة من حيث المساحة، تطل غرباً على ساحل البحر الأحمر ويمر بها الطريق الساحلي الدولي جدة -جيزان،  وتبعد عن إمارة منطقة مكة المكرمة 360 كم جنوباً، وتبعد عن مدينة جدة 334 كم تقريباً ويعود تاريخ نشأة القنفذة إلى عام 1311م الموافق لـ 709 هـ في فترة حكم الخليفة العباسي سليمان المستكفي بالله.

## السكان
- بلغ عدد سكان محافظة القنفذة (205,188) نسمة حسب تعداد السعودية 2022، (116,663) نسمة منهم ذكور، و(88,525) نسمة منهم إناث،[6] وعدد السعوديين منهم (159,534) نسمة، وعدد غير السعوديين (45,654) نسمة.[7]
- بلغ عدد سكان محافظة القنفذة ومراكزها 195 ألف نسمة يمثلون نحو 2,8% من سكان المنطقة حيث تأتي في المرتبة الرابعة على مستوى المنطقة بعد محافظة الطائف من حيث عدد السكان من عام 2010م.[8]

## المراكز التابعة لمحافظة القنفذة
تنقسم القنفذة إدارياً إلى 10 مراكز إدارية كالآتي:
1. القنفذة: مركز المحافظة الإداري، وتقع في الجنوب الغربي من إمارة مكة المكرمة على مسافة 360 كيلاً. ويقطنها 24512 نسمة؛ منهم 8570 من المقيمين الأجانب. وبها جميع الدوائر الحكومية، وهي المركز التجاري للقرى المجاورة.
2. مركز القوز: أكبر مراكز محافظة القنفذة وأكثرها سكاناً، يقع في جنوبي المحافظة على مسافة 35 كيلاً، ويقطنه 48274 نسمة. وهو يحاذي محافظة بارق من الغرب، وبه يمر طريق القوافل القديم.
3. مركز المظيلف: ثاني أكبر مراكز القنفذة، يقع في شمالي المحافظة على مسافة 45 كيلاً، ويقطنه 38411 نسمة.
4. مركز حلي: ثالث أكبر مراكز المحافظة وأشهرها في التاريخ، يقع في جنوبي المحافظة على مسافة 81 كيلاً، ويقطنه 30464 نسمة.
5. مركز أحد بني زيد: يقع في شرقي المحافظة على مسافة 18 كيلاً، ويقطنه 19461 نسمة، وهو رابع أكبر التجمعات السكانية في القنفذة.
6. مركز سبت الجارة: يقع في شرقي المحافظة على مسافة 45 كيلاً. ويقطنه 11593 نسمة، وفي هذا المركز سوق مشهور يعرف بسبت الجارة
7. مركز دوقة: يقع في شمالي المحافظة على مسافة 65 كيلاً، وهو أقصى مراكز محافظة القنقذة شمالاً. يقطنه 11391 نسمة.
8. مركز كنانة: يقع جنوب المحافظة على مسافة 85 كيلاً. ويقطنه 6390 نسمة، وهو بجوار مركز حلي.
9. مركز ثلاثاء الخرم: يقع في شمال شرقي المحافظة على مسافة 65 كيلاً، ويقطنه 3601 نسمة.
10. مركز خميس حرب: أصغر مراكز محافظة القنفذة، ويقع في شرقي المحافظة على مسافة 60 كيلاً، وهو أقصى مركز المحافظة شرقاً. يقطنه 714 نسمة.

## وصلات خارجية
- موقع إمارة منطقة مكة المكرمة